# Сан-Андрес и Провиденсия
Сан-Андре́с и Провиде́нсия (исп. San Andrés y Providencia, англ. San Andrés and Providencia) — один из департаментов Колумбии. Включает острова Сан-Андрес, Провиденсия и ряд более мелких в юго-западной части Карибского моря напротив побережья Никарагуа. Департамент расположен в 750 километрах к северо-западу от Карибского побережья Колумбии.
Административный центр — город Сан-Андрес.

## История
Английские пуритане, создавшие компанию Провиденс, начали заселять остров Провиденсия в 1629 году. Они выращивали табак и сахар, но затем многие занялись буканьерством. Испанцы изгнали их с острова в 1641 году, но некоторые вернулись и стали привозить на остров чернокожих рабов с Ямайки. В 1786 году по Лондонской конвенции Великобритания признала права Испании на остров.
В 1803 году острова были включены в вице-королевство Новая Гранада.
После провозглашения независимости владений испанской империи в Латинской Америке жители Сан-Андреса, Провиденсии и Сан-Катарины в 1822 году добровольно присоединились к республике Великая Колумбия.
Затем претензии на архипелаг предъявили Соединенные провинции Центральной Америки, а после их распада в 1838 году — Никарагуа.
В 1928 году Никарагуа и Колумбия подписали соглашение, по которому острова оставались за Колумбией.

## Население
Исконное население островов — райсальцы, являются потомками английских пуритан, поселившихся на островах в 1631 году, и их рабов. Их разговорным языком является райсальский креольский язык, вытесняемый стандартным английским и испанским. Однако в настоящее время из 90 тысяч жителей, райсальцы составляют лишь около 30 % жителей.

## Муниципалитеты
| № | Флаг | Муниципалитеты            | Площадь, км² | Население, чел. (2005) |
| - | ---- | ------------------------- | ------------ | ---------------------- |
| 1 |      | Сан-Андрес (San Andrés)   | 26           | 55 426                 |
| 2 |      | Провиденсия (Providencia) | 26,5         | 4 147                  |

## Территориальные споры
На часть необитаемых островов архипелага c XIX века на основании Закона о гуано претендовали США.
В 1981 г. США отказались от претензий на ряд островов архипелага, однако до сих пор претендуют на острова Серранилья и Бахо-Нуэво.
С 2001 года Никарагуа пыталась оспорить у Колумбии территориальную принадлежность островов. Но в 2007 году Международный суд ООН подтвердил право Колумбии на владение основными островами департамента. В 2012 году такое же решение было принято в отношении ряда более мелких островов, что поставило точку в территориальном споре. Однако воды Карибского моря, являвшиеся колумбийской эксклюзивной экономической зоной площадью около 75 тыс. кв. км, должны быть переданы Никарагуа. Правительство Колумбии отказалось выполнять это решение МС ООН.

## Достопримечательности
Главная достопримечательность островов — баптистская церковь в Ла-Лома, самая старая в Латинской Америке.